# Verwaltungsgemeinschaft Allstedt-Kaltenborn

Lage der VG Allstedt-Kaltenborn im Landkreis Mansfeld-Südharz

In der Verwaltungsgemeinschaft Allstedt-Kaltenborn aus dem sachsen-anhaltischen Landkreis Mansfeld-Südharz waren 14 Gemeinden im Zuge einer Gebietsreform am 1. Januar 2005 (die Gemeinde Pölsfeld wechselte am 3. Juli 2005 in die VG Allstedt-Kaltenborn, die Gemeinde Riestedt wurde am 1. Dezember 2005 in die Stadt Sangerhausen eingemeindet) zur Erledigung ihrer Verwaltungsgeschäfte zusammengeschlossen. Seit dem Wechsel der Gemeinde Blankenheim in die Verwaltungsgemeinschaft Mansfelder Grund-Helbra am 15. Juni 2009 bestand sie nur noch aus 13 Gemeinden.
Am 1. Januar 2010 wurde die Verwaltungsgemeinschaft aufgelöst, die Gemeinden – zunächst ohne Winkel – in die Stadt Allstedt eingegliedert.

## Politik
Sitz des Verwaltungsamtes der Verwaltungsgemeinschaft war Allstedt. Die Einrichtung ist als Dienstleistungsbehörde für die in ihr zusammengefassten Städte und Gemeinden setzte die von den einzelnen Gemeinderäten gefassten Beschlüsse verwaltungstechnisch um.

## Die ehemaligen Mitgliedsgemeinden mit ihren Ortsteilen
- Stadt Allstedt
- Beyernaumburg
- Emseloh
- Holdenstedt
- Katharinenrieth
- Liedersdorf
- Mittelhausen mit Einsdorf
- Niederröblingen (Helme)
- Nienstedt mit Einzingen
- Pölsfeld
- Sotterhausen
- Winkel
- Wolferstedt mit Klosternaundorf